# Rodrigo Lombardi
Rodrigo Maranguape Lombardi (São Paulo, 15 de octubre de 1976) es un actor de teatro, cine y televisión brasileño.

## Biografía
Debutó como actor en el espectáculo infantil João e o Pé de Feijão, antes de debutar en la televisión, en la novela Meu Pé de Laranja Lima, del canal TV Bandeirantes, interpretando a Henrique, un joven que busca desenmascarar al falso benefactor de la ciudad, quien en realidad robó a su familia.
En 2001 intervino en otra obra dirigida a los niños en la serie Acampamento Legal , en RecordTV, donde interpretó al guardabosques Bob.
Reveló que hizo cerca de 50 pruebas para conseguir un papel importante en televisión. Contó también que antes de ser llamado para actuar en Bang Bang, novela que marcó su debut en la Rede Globo, en 2005, estaba pensando ser vendedor de loza en el centro comercial. El mismo afirma que llegó a pensar en desistir de la profesión, debido a la dificultad para conseguir buenos papeles.
A partir de su estreno en la emisora carioca Rede Globo, hizo un trabajo tras otro, habiendo actuado en 2006, en la novela Pé na Jaca, como Tadeu, hermano del protagonista Lance ; en 2007, en la novela Deseo prohibido, como el periodista canalla Ciro y, en 2009, en la novela India, una historia de amor, como Raj, su primer papel protagónico.

## Filmografía

### Televisión
| Año  | Título                      | Personaje                          |
| ---- | --------------------------- | ---------------------------------- |
| 1998 | Meu Pé de Laranja Lima      | Henrique Muniz                     |
| 2001 | Acampamento Legal           | Guarda Bob                         |
| 2002 | Marisol                     | Francisco Soares Maldonado (Chico) |
| 2004 | Metamorphoses               | Fábio Fraga                        |
| 2005 | Bang Bang                   | Constantino Zoltar                 |
| 2006 | Pé na Jaca                  | Tadeu Lancelloti                   |
| 2007 | Deseo prohibido             | Ciro Feijó                         |
| 2008 | Guerra e Paz                | Marco Antonio Guerra               |
| 2008 | Casos e Acasos              | Inácio                             |
| 2009 | India, una historia de amor | Raj Ananda                         |
| 2010 | Passione                    | Mauro Santarém                     |
| 2011 | Cuchicheos                  | Ricardo Prado                      |
| 2011 | El astro                    | Herculano Quintanilha              |
| 2012 | As Brasileiras              | Rodrigo Prates                     |
| 2012 | La guerrera                 | Théo Garcia                        |
| 2014 | Meu Pedacinho de Chão       | Pedro Falcão                       |
| 2015 | Verdades Secretas           | Alexandre Ticiano (Alex)           |
| 2016 | Velho Chico                 | Capitán Ernesto Rosa               |
| 2017 | Querer sin Límites          | Caio Borges Garcia                 |
| 2022 | Travesía                    | Andre Moretti                      |
| 2024 | Mania de Você               | Molina                             |

### Cine
| Año  | Título                          | Personaje       | Nota(s)           |
| ---- | ------------------------------- | --------------- | ----------------- |
| 2008 | Simbologia de Um Crime          |                 | Actor y director  |
| 2009 | The Princess and the Frog       | Príncipe Naveen | Doblaje portugués |
| 2010 | Bed & Breakfast                 | Bartolomeu      |                   |
| 2012 | Brave                           | Lorde Dingwall  | Doblaje portugués |
| 2013 | Amor em Sampa                   |                 |                   |
| 2014 | Cómo entrenar a tu dragón 2     | Drago           | Doblaje portugués |
| 2014 | Legends of Oz: Dorothy's Return | Bufón           | Doblaje portugués |